# Ekipa z Gandii
Ekipa z Gandii (ang. Gandía Shore) – hiszpański program telewizyjny typu reality show. Premierowy odcinek został wyemitowany 14 października 2012 roku na hiszpańskim kanale MTV Hiszpania, zaś w Polsce pojawiła się 24 lutego 2014 roku na antenie MTV Polska. Jest to hiszpańska adaptacja, wzorowana na amerykańskim programie reality show Ekipa z New Jersey. Program oparty na tych samych mechanikach co amerykańska wersja Ekipy z New Jersey i brytyjska wersja Ekipy z Newcastle.
Program opowiada o grupie ośmiu nieznajomych osób, którzy mieszkają w hiszpańskim mieście Gandía.

## Obsada
Stacja MTV otrzymała listę uczestników wraz z opisem dni przed oficjalnym rozpoczęciem programu. Byli to José Labrador, Cristina "Core" Serrano, Abraham Garcia, Cristina "Gata" Lopez, Alberto "Clavelito" Clavel, Ylenia Padilla, Esteban Martinez i Arantxa Fernandez.
| Imię i nazwisko            | Sezon | Wiek | Rodzinne miasto                              |
| -------------------------- | ----- | ---- | -------------------------------------------- |
| José Labrador              | 1     | 25   | Sagunto, Wspólnota Walencka                  |
| Cristina "Core" Serrano    | 1     | 20   | Vic, Katalonia                               |
| Abraham García             | 1     | 21   | Campo Real, Madryt                           |
| Cristina "Gata" López      | 1     | 20   | Walencja, Wspólnota Walencka                 |
| Alberto "Clavelito" Clavel | 1     | 22   | San Antonio de Benagéber, Wspólnota Walencka |
| Ylenia Padilla             | 1     | 23   | Benidorm, Wspólnota Walencka                 |
| Esteban Martínez           | 1     | 24   | L'Eliana, Wspólnota Walencka                 |
| Arantxa Fernández          | 1     | 21   | Villarejo de Salvanés, Madryt                |

## Odcinki
| Sezon   | Ilość odcinków | Pierwszy odcinek     | Ostatni odcinek  |
| ------- | -------------- | -------------------- | ---------------- |
| Sezon 1 | 14             | 14 października 2012 | 20 stycznia 2013 |